# سينما استغلال السود
سينما استغلال السود (بالإنجليزية: Blaxploitation Cinema)‏، هُو نوع سينمائي يندرج ضمن صنف سينما الاستغلال ظهر بشكل كبير في أوائل عقد 1970.